# Marjuluoto
Marjuluoto är en ö i Finland. Den ligger i sjön Lehtosenjärvi och i kommunen Lestijärvi i den ekonomiska regionen  Kaustby ekonomiska region  och landskapet Mellersta Österbotten, i den centrala delen av landet, 400 km norr om huvudstaden Helsingfors. Öns största längd är 80 meter i nord-sydlig riktning.